# 富山県道166号谷口沢新線
富山県道166号谷口沢新線（とやまけんどう166ごう たにぐちさわしんせん）は、富山県中新川郡立山町内を通る一般県道である。

## 概要

### 路線データ
- 起点：富山県中新川郡立山町谷口字中藪53番乙[1]（富山県道67号宇奈月大沢野線・富山県道158号女川谷口線交点）
- 終点：富山県中新川郡立山町沢新字八北割25番5[1]（富山県道6号富山立山公園線交点）
- 延長：3,359.2m[1]

## 歴史
- 1980年代時点では『大岩五百五線』という名称であった[2]。

- 1993年（平成5年）4月1日 - 県道の路線認定[3]
  - 路線名：一般県道166号谷口五百石線
  - 起点：富山県中新川郡立山町谷口
  - 終点：富山県中新川郡立山町五百石
  - 延長：4,251m
- 2010年（平成22年）5月26日
  - 県道の路線認定の一部改正[4]
    - 路線名：一般県道166号谷口沢新線
    - 起点：富山県中新川郡立山町谷口
    - 終点：富山県中新川郡立山町沢新

  - 道路区域の決定[1]道路の供用開始[5]

富山県中新川郡立山町谷口字中藪53番乙 から
富山県中新川郡立山町沢新字八北割25番5 まで（延長：3,359.2m）

## 地理

### 通過する自治体
- 富山県
中新川郡立山町

### 交差する道路
- 富山県道67号宇奈月大沢野線・富山県道158号女川谷口線（起点：立山町谷口字中藪）
- 富山県道157号寺坪上市線（福田交差点）
- 富山県道6号富山立山公園線（終点：沢新交差点）

### 沿線
- 立山町立日中上野小学校
- 立山町立高野小学校
- 立山町郷土資料館
- 立山町総合公園